# Северный эводин
Эводин северный (лат. Evodinus borealis) — вид жесткокрылых насекомых подсемейства усачиков (Lepturinae) семейства усачей (Cerambycidae).

## Распространение
Распространён от берегов Атлантического до берегов Тихого океане. Многочисленный на Алтае, спорадически наблюдался в Восточном Приуралье, Саянах, Приенисейских лесах, Прибайкалье, Забайкалье и в Уссурийско-Приморском регионе. Населяет зону тайги и горнолесной пояс.

## Вариетет
- Evodinus borealis var. fulvipennis Plavilstshikov
- Evodinus borealis var. obscurissimus Pic